# Vid Stipetić
Vid Stipetić, hrvaški admiral, * 29. oktober 1937, † 10. junij 2011.
Med letoma 1996 in 2002 je bil poveljnik Hrvaške vojne mornarice.